# Persone di nome Jordan/Calciatori
| Questa pagina contiene informazioni ricavate automaticamente dalle voci biografiche con l'ausilio del template Bio e di un bot. L'aggiornamento è periodico e automatico e ricostruisce completamente la pagina. Se manca una persona in questa lista, sei pregato di non aggiungerla, ma accertati piuttosto che la sua voce biografica contenga il template Bio e che i dati anagrafici siano correttamente compilati. Se il template Bio manca, inseriscilo tu stesso o, in alternativa, metti l'avviso {{tmp\|Bio}} che ne segnala la mancanza. Se i dati riportati sono sbagliati, correggi direttamente la voce biografica; le modifiche saranno visibili in questa lista entro pochi giorni. Per chiarimenti vedi il progetto antroponimi. La lista contiene solo le 86 persone che sono citate nell'enciclopedia e per le quali è stato implementato correttamente il template Bio. Pagina aggiornata al 22 lug 2025. |

Questa è una lista di persone presenti nell'enciclopedia che hanno il nome Jordan e sono calciatori.

## A(6)
- Jordan Adéoti, calciatore francese (Tolosa, n. 1989)
- Jordan Allen, ex calciatore statunitense (Rochester, n. 1995)
- Jordan Amavi, calciatore francese (Tolone, n. 1994)
- Jordan Archer, calciatore inglese (Walthamstow, n. 1993)
- Jordan Attah Kadiri, calciatore nigeriano (Idah, n. 2000)
- Jordan Ayew, calciatore ghanese (Marsiglia, n. 1991)

## B(3)
- Jordan Bos, calciatore australiano (Melbourne, n. 2002)
- Jordan Botaka, calciatore congolese (Repubblica Democratica del Congo) (Kinshasa, n. 1993)
- Jordan Bowery, calciatore inglese (Nottingham, n. 1991)

## C(3)
- Jordan Clark, calciatore inglese (Hoyland, n. 1993)
- Jordan Clarke, calciatore inglese (Coventry, n. 1991)
- Jordan Cousins, calciatore inglese (Greenwich, n. 1994)

## D(1)
- Jordan Dover, calciatore guyanese (Ajax, n. 1994)

## E(1)
- Jordan Elsey, calciatore indiano (Adelaide, n. 1994)

## F(5)
- Jordan Faucher, ex calciatore francese (Créteil, n. 1991)
- Jordan Ferri, calciatore francese (Cavaillon, n. 1992)
- Jordan Filipov, calciatore bulgaro (Sofia, n. 1946 - † 1996)
- Jordan Flores, calciatore inglese (Wigan, n. 1995)
- Jordan Forsythe, calciatore nordirlandese (n. 1991)

## G(3)
- Jordan Garcia-Calvete, ex calciatore belga (Bruxelles, n. 1992)
- Jordan Graham, calciatore inglese (Coventry, n. 1995)
- Jordan Gutiérrez, calciatore spagnolo (Lanzarote, n. 1999)

## H(7)
- Jordan Hamilton, calciatore canadese (Scarborough, n. 1996)
- Jordan Harvey, ex calciatore statunitense (Mission Viejo, n. 1984)
- Jordan Henderson, calciatore inglese (Sunderland, n. 1990)
- Jordan Holsgrove, calciatore scozzese (Edimburgo, n. 1999)
- Jordan Houghton, calciatore inglese (Chertsey, n. 1995)
- Jordan Hristov, ex calciatore bulgaro (Plovdiv, n. 1984)
- Jordan Hugill, calciatore inglese (Middlesbrough, n. 1992)

## I(1)
- Jordan Ikoko, calciatore congolese (Repubblica Democratica del Congo) (Montereau-Fault-Yonne, n. 1994)

## J(4)
- Jordan James, calciatore inglese (Hereford, n. 2004)
- Jordan Johnson, calciatore anglo-verginiano (Stoke-on-Trent, n. 1986)
- Jordan Jones, calciatore nordirlandese (Middlesbrough, n. 1994)
- Jordan Jurukov, ex calciatore bulgaro (Razlog, n. 1983)

## L(5)
- Jordan Leborgne, calciatore francese (Pointe-à-Pitre, n. 1995)
- Jordan Lefort, calciatore francese (Champigny-sur-Marne, n. 1993)
- Jordan Lotiès, ex calciatore francese (Clermont-Ferrand, n. 1984)
- Jordan Lotomba, calciatore svizzero (Yverdon-les-Bains, n. 1998)
- Jordan Lukaku, calciatore belga (Anversa, n. 1994)

## M(9)
- Jordan Marié, calciatore francese (Épinal, n. 1991)
- Jordan Marshall, calciatore inglese (Newcastle upon Tyne, n. 1996)
- Jordan Massengo, calciatore francese (Saint-Mandé, n. 1990)
- Jordan McCrary, ex calciatore statunitense (Alpharetta, n. 1993)
- Jordan McGhee, calciatore scozzese (East Kilbride, n. 1996)
- Jordan Miliev, ex calciatore bulgaro (Peštera, n. 1987)
- Jordan Minev, ex calciatore bulgaro (Pazardžik, n. 1980)
- Jordan Morris, calciatore statunitense (Seattle, n. 1994)
- Jordan Mustoe, calciatore inglese (Birkenhead, n. 1991)

## O(3)
- Jordan Obita, calciatore inglese (Oxford, n. 1993)
- Jordan Opoku, ex calciatore ghanese (Mampona Twifu, n. 1982)
- Jordan Owens, calciatore nordirlandese (Belfast, n. 1989)

## P(5)
- Jordan Penitusi, calciatore samoano americano (Pago Pago, n. 1990)
- Jordan Petkov, ex calciatore bulgaro (Veliko Tărnovo, n. 1976)
- Jordan Pickford, calciatore inglese (Washington, n. 1994)
- Jordan Pierre-Charles, calciatore francese (Levallois-Perret, n. 1993)
- Jordan Pérez, calciatore gibilterriano (Gibilterra, n. 1986)

## R(6)
- Jordan Remacle, ex calciatore belga (Verviers, n. 1987)
- Jordan Rezabala, calciatore ecuadoriano (Portoviejo, n. 2000)
- Jordan Rhodes, calciatore inglese (Oldham, n. 1990)
- Jordan Roberts, calciatore inglese (Watford, n. 1994)
- Jordan Robertson, ex calciatore inglese (Sheffield, n. 1988)
- Jordan Rossiter, calciatore inglese (Liverpool, n. 1997)

## S(10)
- Jordan Saling, ex calciatore statunitense (Haledon, n. 1996)
- Jordan Seabrook, ex calciatore statunitense (Indianapolis, n. 1987)
- Jordan Sebban, calciatore francese (Tolosa, n. 1997)
- Jordan Semedo, calciatore capoverdiano (Nizza, n. 2003)
- Jordan Sierra, calciatore ecuadoriano (Manta, n. 1997)
- Jordan Silva, calciatore messicano (Matehuala, n. 1994)
- Jordan Smith, calciatore costaricano (San José, n. 1991)
- Jordan Spence, ex calciatore britannico (Londra, n. 1990)
- Jordan Stewart, ex calciatore inglese (Birmingham, n. 1982)
- Jordan Storey, calciatore inglese (South Petherton, n. 1997)

## T(7)
- Jordan Tell, calciatore francese (Les Abymes, n. 1997)
- Jordan Teze, calciatore olandese (Groninga, n. 1999)
- Jordan Thompson, calciatore nordirlandese (Belfast, n. 1997)
- Jordan Thorniley, calciatore inglese (Warrington, n. 1996)
- Jordan Tillson, calciatore inglese (Bath, n. 1993)
- Jordan Todorov, calciatore bulgaro (Plovdiv, n. 1981)
- Jordan Torunarigha, calciatore tedesco (Chemnitz, n. 1997)

## V(2)
- Jordan van der Gaag, calciatore olandese (L'Aia, n. 1999)
- Jordan Veretout, calciatore francese (Ancenis, n. 1993)

## W(4)
- Jordan Webb, ex calciatore canadese (n. 1988)
- Jordan White, calciatore scozzese (Bellshill, n. 1992)
- Jordan Williams, calciatore inglese (Huddersfield, n. 1999)
- Jordan Williams, calciatore inglese (Whiston, n. 1992)

## Z(1)
- Jordan Zemura, calciatore zimbabwese (Lambeth, n. 1999)